# 인천지방법원 북부지원
인천지방법원 북부지원은 인천지방법원의 관할 사건 중에서 서구, 계양구, 강화군을 관할하는 사건을 재판하게 될 법원이다. 2026년에 개원할 예정이며, 근처에 인천 도시철도 1호선 아라역이 있다.

## 관할 구역
- 서구, 계양구, 강화군

## 같이 보기
- 대법원
- 인천지방법원
- 인천지방검찰청 북부지청